# جو يونغ نام
جو يونغ نام (هانغل: 조영남) هو مغني ورسام كوري شمالي، ولد في 2 أبريل 1945 في محافظة بيونغسان في كوريا الشمالية.